# M/S Merkurius
För andra betydelser, se Merkurius (olika betydelser).
För den nya färjan Vaxholmen, se M/S Vaxholmen
Merkurius, tidigare Vaxholmen, färja 335, är en av Trafikverket Färjerederiets färjor. Den går på Furusundsleden, det vill säga sträckan mellan Furusund och Yxlan i Stockholms skärgård.

## Historia
Färjan byggdes av Trondheims Verft AS i Trondheim, Norge och levererades till Vägverket Färjerederiet i december 1999 och sattes in på Vaxholmsleden.
I mars 2012 sattes färjan in mellan Slagsta och Jungfrusund.
Den 21 oktober 2014, döptes färjan om till Merkurius
Den 30 november 2014 sattes färjan in på Gräsöleden. Den 28 april 2024 omkom två personer som körde av färjan med en bil trots att grinden var nedfälld.